# Dolce Vita
«Dolce Vita» (італ. Солодке життя) — сьомий студійний альбом українського гурту «Океан Ельзи», який було презентовано 10 березня 2010 року.

## Про альбом
У роботі над новою платівкою музиканти повністю відмовилися від традиційного для останніх альбомів залучення великої кількості різних додаткових інструментів. Робота над новим матеріалом проходила в київській студії «211». Саундпродюсером альбому виступив Євген Ступка, який уже співпрацював з гуртом на початку 2000-х. Зокрема, спільними роботами музикантів та Ступки стали альбоми «Янанебібув» (2000) та «Модель» (2001).
|  | У цій роботі ми повернулися до звуку, який був на альбомі «Янанебібув», тобто це в основному чотири інструментальні прояви та один вокальний. |

На підтримку альбому проведено широкомасштабний «Тур Dolce Vita», що впродовж 2010 року охопив понад 80 міст в Україні, Росії, Білорусі, Європі та США.

## Композиції
| #   | Назва              | Автор слів  | Автор музики   | Тривалість |
| --- | ------------------ | ----------- | -------------- | ---------- |
| 1.  | «Онлайн»           | С. Вакарчук | С. Вакарчук    | 3:52       |
| 2.  | «Небо над Дніпром» | С. Вакарчук | С. Вакарчук    | 4:16       |
| 3.  | «Надя»             | С. Вакарчук | С. Вакарчук    | 3:56       |
| 4.  | «Я так хочу»       | С. Вакарчук | С. Вакарчук    | 4:05       |
| 5.  | «На лінії вогню»   | С. Вакарчук | С. Вакарчук    | 3:01       |
| 6.  | «Більше для нас»   | С. Вакарчук | С. Вакарчук    | 3:30       |
| 7.  | «Ордени»           | С. Вакарчук | С. Вакарчук    | 3:49       |
| 8.  | «З тобою»          | С. Вакарчук | С. Вакарчук    | 3:05       |
| 9.  | «Ще один день»     | С. Вакарчук | Д. Дудко       | 4:13       |
| 10. | «Королева»         | С. Вакарчук | П. Чернявський | 4:17       |
| 11. | «18 хвилин»        | С. Вакарчук | С. Вакарчук    | 4:23       |
| 12. | «Компас»           | С. Вакарчук | П. Чернявський | 4:28       |
| 13. | «Dolce Vita»       | С. Вакарчук | С. Вакарчук    | 5:20       |

| Бонусний трек | Бонусний трек            | Бонусний трек | Бонусний трек | Бонусний трек |
| #             | Назва                    | Автор слів    | Автор музики  | Тривалість    |
| ------------- | ------------------------ | ------------- | ------------- | ------------- |
| 14.           | «Ой, чий то кінь стоїть» | Народні       | Народні       | 3:49          |
| 56:40         |                          |               |               |               |